# A Big Night In With Darren Hayes
A Big Night In é um DVD do cantor australiano Darren Hayes, lançado em 2006.
O DVD registra o concerto do cantor no Opera House de Sydney, na Austrália, como parte da turnê A Big Night In With Darren Hayes, realizada entre abril e julho do mesmo ano.

## Faixas
1. "Affirmation"
2. "Chained To You"
3. "The Lover After Me"
4. "Creepin' Up On You"
5. "I Like The Way"
6. "Strange Relationship"
7. "Insatiable" (seguida por "About 3 Seconds of I Miss You" - listada como faixa 8)
8. "The Savage Garden Karaoke Challenge (featuring "Hold Me") - listada como faixa 8.5
9. "To The Moon And Back"
10. "I Knew I Loved You"
11. "Void"
12. "Darkness"
13. "Break Me Shake Me"
14. "Unlovable"
15. "Crash And Burn"
16. "Truly Madly Deeply"
17. "Pop!ular"
18. "I Want You"/"Tears Of Pearls"/"Violet"
19. "So Beautiful"

O DVD ainda contém "I Knew I Loved You" (Vocoder Version) como material bônus.

### Relançamento
Em 2015, o cantor relançou o DVD em uma edição especial contendo um CD bônus ao vivo.

Faixas:
1. "Affirmation"
2. "The Lover After Me"
3. "Creepin' Up On You"
4. "I Like the Way"
5. "Strange Relationship"
6. "To The Moon And Back"
7. "I Knew I Loved You" (Vocoder version)
8. "Void"